# Rectoria (Castellbisbal)
La Rectoria és una obra de Castellbisbal (Vallès Occidental) inclosa a l'Inventari del Patrimoni Arquitectònic de Catalunya.

## Descripció
L'edifici de la rectoria està situat a la plaça de l'Església, a la banda dreta del temple dedicat a Sant Vicenç.
És una construcció que té una planta baixa i un pis amb porta d'accés, amb arc de mig punt i adovellada, centrada.
A la banda esquerra hi ha una finestra i, a la dreta, una porta, ambdues rectangulars. Al pis s'obren un balcó central i dues finestres als costats.

## Història
La rectoria va ser reformada l'any 1850.